# ۱۴۶ (پیش از میلاد)
۱۴۶ (پیش از میلاد) ۱۴۶مین سال قبل از تقویم میلادی است.